# Heurtevent
Heurtevent település Franciaországban, Calvados megyében. Lakosainak száma 191 fő (2018. január 1.). Heurtevent La Brévière, La Chapelle-Haute-Grue, Livarot, Le Mesnil-Bacley, Montviette, Tortisambert és L’Oudon községekkel határos.

## Népesség
A település népességének változása:
| Lakosok száma | 209  | 205  | 158  | 164  | 165  | 171  | 211  | 205  | 193  | 191  |
|               | 1962 | 1968 | 1982 | 1990 | 1999 | 2008 | 2011 | 2013 | 2017 | 2018 |